# 中村春續
中村春續（?—1581年11月20日），日本戰國時代至安土桃山時代的武將。通稱大炊助、對馬守。
一說出自仕於山名氏的因幡中村氏一族。

## 生平
生年不詳。天正2年（1575年），以山名豐國的被官身份，被派遣到吉川元春處。
天正8年（1580年），在羽柴秀吉攻撃鳥取城時，與森下道譽等人一同把向織田氏降伏的主君山名豐國從鳥取城中流放，並迎吉川經家為新城主。翌年（1581年），在第2次鳥取城之戰中，與經家等人一同堅守鳥取城，與秀吉軍戰鬥，不過因為缺糧，城中出現許多餓死者。同年10月，經家切腹，於是開城投降。雖然經家在死前曾為春續和道譽請求饒命，不過被無視。最後因為「在因幡一國招來戰亂的罪」（因幡一国に戦乱を招いた罪）和「背叛主君的罪」（主君への裏切りの罪）而被命令切腹。10月24日晩，在經家自殺的陣所中自殺。
一說指在自殺後，鳥取城內的兒子得到保護，並成為吉川氏家臣。

## 出身
通説是因幡中村氏一族，不過亦有異説。一説指是因幡智頭郡的草刈氏出身。而近年發現的播磨國的中村氏系圖中亦有名字。根據『中村家譜』記載，繼承中村家的是弟弟春國，春國在學習醫術後，仕於吉川氏，得到50石。